# Mrlje
Mrlje je treći album Daleke obale,  objavljen 1993. a koji je sniman u studiju "Trooly" tijekom ožujka i travnja 1993 god.Na albumu kao producent,prateći vokal i klavijaturist radi Neno Belan dok su gosti na albumu kao prateći vokali Dino Dvornik i Senka Bulić. 
Sadrži 17 pjesmi. 

## Popis pjesama
1. "Mrlje"
2. "Ona zbori"
3. "Brod blues"
4. "Otišla je moja draga"
5. "Slušaj dragi, svemu je kraj"
6. "Mojoj lijepoj"
7. "Marica"
8. "Lažne žene"
9. "Ovo nije moje vrijeme"
10. "Volim Jimija"
11. "Oni nas gađaju"
12. "Upeklo sunce"
13. "Veliki brod"
14. "Na rubu sna (hurricane)"
15. "Odlazi žena, koju volim"
16. "Slavuj"
17. "Prodavačica kiselog kupusa"